# بريديج
بريديج قرية في منطقة السقيلبية التابعة لمحافظة حماة في سورية. تقع في سهل الغاب.